# Jumellea stenoglossa
Jumellea stenoglossa är en orkidéart som beskrevs av Joseph Marie Henry Alfred Perrier de la Bâthie. Jumellea stenoglossa ingår i släktet Jumellea och familjen orkidéer. Inga underarter finns listade i Catalogue of Life.